# Kanton Aue
Der Kanton Aue war eine Verwaltungseinheit im Distrikt Eschwege des Departements der Werra im napoleonischen Königreich Westphalen. Hauptort des Kantons und Sitz des Friedensgerichts war der Ort Aue bei Wanfried im heutigen hessischen Werra-Meißner-Kreis. Der Kanton umfasste 13 Dörfer und Weiler, von denen neben elf hessischen Orten die zwei südlich der Werra gelegenen Orte Groß-Burschla und Schnellmannshausen der aufgelösten Ganerbschaft Treffurt waren.
Zum Kanton gehörten die Ortschaften:
- Aue
- Oberhohne
- Niederhohne
- Eltmannshausen
- Niddawitzhausen
- Völkershausen, Teufelsthal[1]
- Groß-Burschla
- Weißenborn
- Rambach
- Nieder-Dünzebach
- Ober-Dünzebach
- Schnellmannshausen (Anteil, der zur ehemaligen Ganerbschaft Treffurt gehörte)